# (7359) Messier
(7359) Messier est un astéroïde de la ceinture principale découvert le 16 janvier 1996 par l'astronome tchèque Miloš Tichý à l'observatoire de Kleť.
Sa désignation provisoire était 1996 BH. Il est nommé en l'honneur de l'astronome français Charles Messier.

## Caractéristiques
Sa distance minimale d'intersection de l'orbite terrestre est de 1,557 330 ua.